# Laura Brock
Laura Brock, nata Alleway (Templestowe, 28 novembre 1989), è una calciatrice australiana, di ruolo difensore.

## Palmarès

### Club
- Campionato australiano: 2

Championship
Brisbane Roar: 2010-2011
Melbourne City: 2015-2016
Premiership
Brisbane Roar: 2012-2013
Melbourne City: 2015-2016

### Nazionale
- Torneo preolimpico femminile AFC: 1

2016
- Tournament of Nations: 1

2017
- Cup of Nations: 1

2019